# Calepodio
San Calepodio (en latín, Calepodius; f. 232) fue un monje, santo y mártir cristiano que fue asesinado durante las persecuciones a los cristianos ocurridas en el reinado del emperador romano Alejandro Severo.  Una de las catacumbas de Roma, el cementerio de Calepodio en la Vía Aurelia, recibe este nombre en su honor. 

## Veneración
Sus reliquias, junto a las de las de San Calixto y San Cornelio, fueron trasladas en el siglo X a la basílica de Santa María en Trastevere y depositadas bajo el altar mayor. Algunos restos de las reliquias de los tres santos fueron trasladados a Fulda y Cysoing, y algunas de Calixto a Notre-Dame de Reims.